# Dereck Kutesa
Dereck Germano Kutesa (* 6. Dezember 1997 in Genf) ist ein schweizerisch-angolanischer Fussballspieler, der auf der Position des Mittelfeldspielers spielt.

## Karriere

### Vereine
Dereck Kutesa spielte seit seiner Jugend bei Servette FC Genève und erhielt am 18. Oktober 2013 seinen ersten Profivertrag (3-Jahres-Vertrag) beim Traditionsverein. Er war damit in naher Vergangenheit der jüngste Spieler bei Servette, der einen Profivertrag erhielt. Er spielt primär im zentralen Mittelfeld, kann aber auch auf der Position des rechten Flügelspielers eingesetzt werden.
Die Verpflichtung von Kutesa gehörte zur allgemeinen Taktik des Servette FC, besonders begabte Jugendspieler vermehrt frühzeitig ins Team einzubinden. Zudem wollte man so auch verhindern, dass der Spieler, der auch von anderen Teams beobachtet wurde, von einem dieser Vereine abgeworben wird.
Nach dem neuerlichen Abstieg des Servette FC in die drittklassige Promotion League konnte Kutesa nicht mehr gehalten werden. Er wechselte auf die Saison 2016/17 zum FC Basel.
Am 13. September 2017 wurde Kutesa für ein Jahr bis zum 30. Juni 2018 an den FC Luzern ausgeliehen. Nach seiner Rückkehr aus Luzern wurde er im Juli 2018 vom FC St. Gallen verpflichtet, der ihn mit einem Dreijahresvertrag ausstattete.
Im Sommer 2019 verliess Dereck Kutesa den FC St. Gallen und ging zum französischen Erstligisten Stade Reims. Ohne in der neuen Saison 2021/22 für Reims gespielt zu haben, wechselte er Ende August 2021 auf Leihbasis mit anschliessender Kaufoption zum belgischen Erstdivisionär SV Zulte Waregem. Bis zum Ende der Saison bestritt Kutesa alle möglichen 29 Ligaspiele für Waregem sowie zwei Pokalspiele. Die Ausleihe wurde nicht verlängert, so dass Kutesa auf die Saison 2022/23 wieder zu Reims zurückgekehrt wäre. Da man in Reims jedoch nicht mehr auf ihn setzte, wurde er an seinen Ausbildungsverein Servette FC transferiert.
Nach 3 Jahren bei Servette, in denen er 28 Tore in 131 Spielen erzielte, wechselte Kutesa zu AEK Athen.

### Nationalmannschaften
Kutesa absolvierte bis 2018 43 Spiele für diverse Juniorennationalmannschaften der Schweiz.
Sein Pflichtspieldebüt in der Schweizer Fussballnationalmannschaft gab Kutesa am 15. November 2024 beim 1:1 gegen Serbien in der UEFA Nations League. Zuvor war er bereits in einem Testspiel gegen Irland am 26. März 2024 eingewechselt worden.